# Ülenurme (przystanek kolejowy)
Ülenurme – przystanek kolejowy w miejscowości Ülenurme, w prowincji Tartu, w Estonii. Położony jest na linii Tartu - Koidula.

## Historia
Przystanek został otwarty 1 listopada 1931 wraz z otwarciem linii. Do 2011 przystanek był zlokalizowany na 5,9 km linii, tj. 1,3 km na północ (w stronę Tartu) od współczesnej lokalizacji przystanku.